# Никола Чавеов
Никола Иванов Чавеов или Чавеев е български революционер, горноджумайски деец на Вътрешната македоно-одринска революционна организация.

## Биография
Роден е в 1867 година в горноджумайското село Селище, тогава в Османската империя. Завършва средно образование и работи като механджия. Основава група на ВМОРО в родното си село. Влиза в четата на Христо Чернопеев. В 1901 година участва в аферата „Мис Стоун“. През 1906 - 1907 година е член на околийския революционен комитет в Горна Джумая. През лятото на 1907 година властите го арестуват и лежи в затвора Еди куле в Солун.
При избухването на Балканската война в 1912 година е войвода на партизанска чета на Македоно-одринското опълчение. По-късно служи във 2 рота на 13 кукушка дружина.
| Чета на МОО с командир Никола Чавеев | Чета на МОО с командир Никола Чавеев | Чета на МОО с командир Никола Чавеев | Чета на МОО с командир Никола Чавеев | Чета на МОО с командир Никола Чавеев | Чета на МОО с командир Никола Чавеев |
| Номер                                | Име                                  | Години                               | Околия                               | Селище                               | Бележки                              |
| ------------------------------------ | ------------------------------------ | ------------------------------------ | ------------------------------------ | ------------------------------------ | ------------------------------------ |
|                                      | Коле Ангелов                         | 25                                   | Горноджумайско                       | Лисия                                |                                      |
|                                      | Тане Ангелов                         | 17 (18)                              | Горноджумайско                       | Горна Джумая                         |                                      |
|                                      | Чиме (Чимо) Ангелов                  | 28 (31)                              | Горноджумайско                       | Покровник                            |                                      |